# Café Traxlmayr

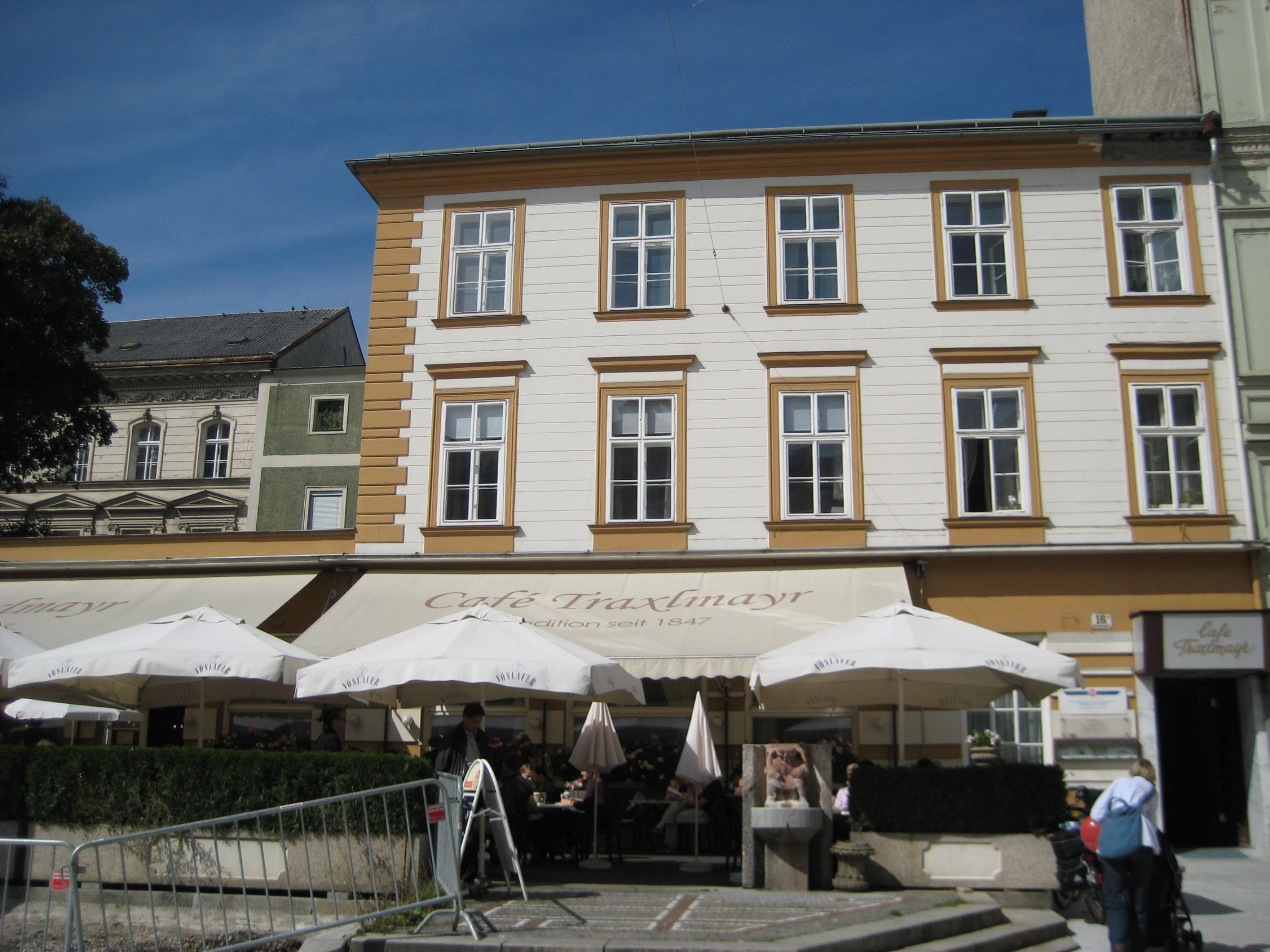
Café Traxlmayr (2008)

Das Café Traxlmayr in Linz ist ein traditionelles Kaffeehaus im Altwiener Kaffeehausstil. Es wurde 1847 gegründet und befindet sich bis heute in Familienbesitz.

## Geschichte
Das Kaffeehaus wurde 1838 von Josef Hartl an der heutigen Promenade gegründet und galt als Treffpunkt der Honoratioren und Fugger der Stadt Linz. Durch die Ehe seiner Tochter Anna mit Josef Traxlmayr ging das Kaffeehaus an die Familie Traxlmayr über. Nach dem Tod Josef Traxlmayrs im Jahr 1904 ließ sein Sohn Wilhelm das Café im Jahr 1905 nach Plänen Mauriz Balzareks, eines Schülers Otto Wagners, grundlegend umgestalten und erweitern. Die gerade Linienführung und zahlreiche geometrische Ornamente weisen dabei bereits auf die aufkeimende Neue Sachlichkeit hin. 1918 übernahm Wilhelms Schwester, Klara Traxlmayr, die Geschäftsführung. Während des Zweiten Weltkriegs brachten die schlechte Versorgungslage und ein verheerender Bombentreffer den Betrieb zeitweise zum Erliegen, schon bald nach Kriegsende erfolgte jedoch der Wiederaufbau.
Das Kaffeehaus wird in diversen literarischen Werken als Schauplatz erwähnt. Regelmäßig werden außerdem Lesungen, Jazz-Konzerte oder Gespräche mit Politikern und Kulturschaffenden, wie Stefan Ruzowitzky, Alexander Van der Bellen und Christian Kern, veranstaltet.
Nachdem das Café vierzig Jahre lang von der Familie Kriftner geführt worden war, übernahm im Jahr 2009 der Urenkel des Namensgebers, der Physiker Ulrich Traxlmayr, gemeinsam mit seiner Frau Dagmar Traxlmayr die Leitung des Familienbetriebs.